# Кочі – Бенгалуру/Мангалуру
Кочі – Бенгалуру/Мангалуру – трубопровідна система, споруджена для поставок природного газу, імпортованого через термінал Кочі, до ряду районів південної Індії.
У 2012 році поблизу столиці штату Керала ввели в дію термінал для прийому та регазифікації зрідженого природного газу. Першими його клієнтами стали підприємства місцевої індустріальної зони Амбаламугал (зокрема, нафтопереробний завод компанії BPCL), до якої проклали трубопровід довжиною 41 км. 
Планувалось, що на другому етапі газогін продовжать на північ уздовж узбережжя до Куттанад (Koottanad), звідки одна гілка продовжить шлях до головного порту штату Карнатака Мангалуру, а друга попрямує на північний схід до столиці цього ж штату Бенгалуру. Система повинна була мати загальну протяжність у 1104 км. При діаметрі труб 750 мм та 600 мм та робочому тиску в 8,9 МПа річна пропускна здатність системи були визначена як 5,8 млрд.м3.
Втім, практична реалізація другого (і по суті основного) етапу стикнулась з судовими позовами дрібних фермерів, через землі яких повинна була пройти траса. Хоча газопровід прокладається у підземному виконанні (глибина не менше 1,2 метри), а землі після цього повернуть у сільськогосподарський оборот, проте наявність 20-метрової зони обмеження окремих робіт не дозволятиме використовувати ділянки як раніше. В результаті будівництво зупинилось на кілька років, а термінал у Кочі працював на 10% від своєї потужності. На початку 2016 року Верховний Суд Індії дозволив відновити будівництво газопроводу Кочі – Мангалуру, проте лише в 2020-му ця ділянка завдовжки 444 км була завершена, а її урочисте відкриття припало на січень 2021-го. У Мангалуру великим споживачем природного газу є комплекс з виробництва добрив компанії Mangalore Chemicals and Fertilizers Limited, а також ТЕЦ Мангалорського НПЗ.
Можливо також відзначити, що в кінцевих точках маршруту газопровід від Кочі повинен з`єднатись з іншими елементами газотранспортної системи Індії – трубопроводами Дабхол – Бенгалуру (введений у 2013 році) та Дабхол – Джайгарх – Мангалуру (спорудження очікувалось у кінці 2010-х, проте так само відстало від графіків). Як наслідок, має бути створена суцільна газотранспортна мережа на західному узбережжі країни від Гуджарату до Керали.  